# 1961 en Lorraine
Chronologie de la Lorraine
- 1957
- 1958
- 1959
- 1960
- 1961
- 1962
- 1963
- 1964
- 1965

Cette page est une liste d'événements qui se sont produits durant l'année 1961 en Lorraine.

## Éléments de contexte
Apogée des mines de fer en Lorraine, 22700 mineurs extraient 62 millions de tonnes de minette.

## Événements

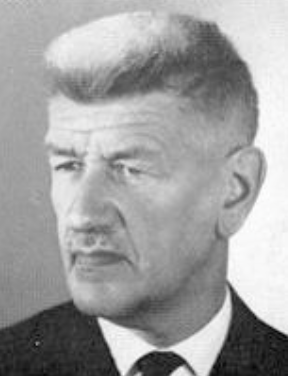
Joseph de Pommery.

- Publication d’un article de Raymond Cartier présentant la Lorraine comme le "Texas français" (dans l’hebdomadaire Paris Match, numéro 637 du 26juin 1961)[2].
- Début de l'aménagement de la première Zone Industrielle de Moselle avec l'implantation de l'Usine Continental à Sarreguemines[3].
- Sortie de Le Miracle des loups, film français d'aventure historique d'André Hunebelle, partiellement tourné en Meurthe-et-Moselle.
- Hugues Hazard et Jean-Pierre Lobertreau remportent le Rallye de Lorraine sur une	Facellia F2 en catégorie GT. Jean Boulier impose sa	Citroën ID 19 en catégorie Tourisme[4].
- Fondation de la Société d'histoire et d'archéologie de Lorraine - Section du Pays de Bitche à Rohrbach-lès-Bitche.
- Fondation de l'  Association des géographes de l'Est (AGE) à Nancy[5].
- Achèvement de l'église Saint-François-d'Assise de Vandœuvre-lès-Nancy, œuvre d'Henri Prouvé[6].

- Janvier 1961 : les premiers habitants s'installent dans leurs logements de la cité radieuse de Briey[1].
- 19 mars : incendie du château de Lunéville[1].
- 23 au 24 juillet : Nuit des paras à Montigny-les-Metz puis à Metz[7]. Les parachutistes revcenant d'Algérie mènent une "ratonnade" contre des Maghrébins[1].
- 23 août : Joseph de Pommery devient sénateur de Meurthe-et-Moselle en remplacement de M. Raymond Pinchard, décédé.
- 31 juillet : mise à feu du J1, nouveau haut fourneau de l'usine de Joeuf. Ce haut-fourneau, comme le J2 mis en service en 1964 est de type auto-portant avec blindage entièrement soudé, leur diamètre de creuset est respectivement de 8 170 et 8 570 mm. La capacité de chacun de ces hauts-fourneaux est voisine de celle des plus gros hauts-fourneaux alors en service en France (ils produisent 1 230 000 tonnes de fonte en 1973). Après avoir connu des campagnes intermédiaires, ils s'arrêtent définitivement le 23 décembre 1988 et le 10 novembre 1989.
- Août 1961 : Noëlle Siran est élue reine de la mirabelle[8]
- Automne : fermeture de la première mine de fer dans la région de Piennes[1].

## Naissances

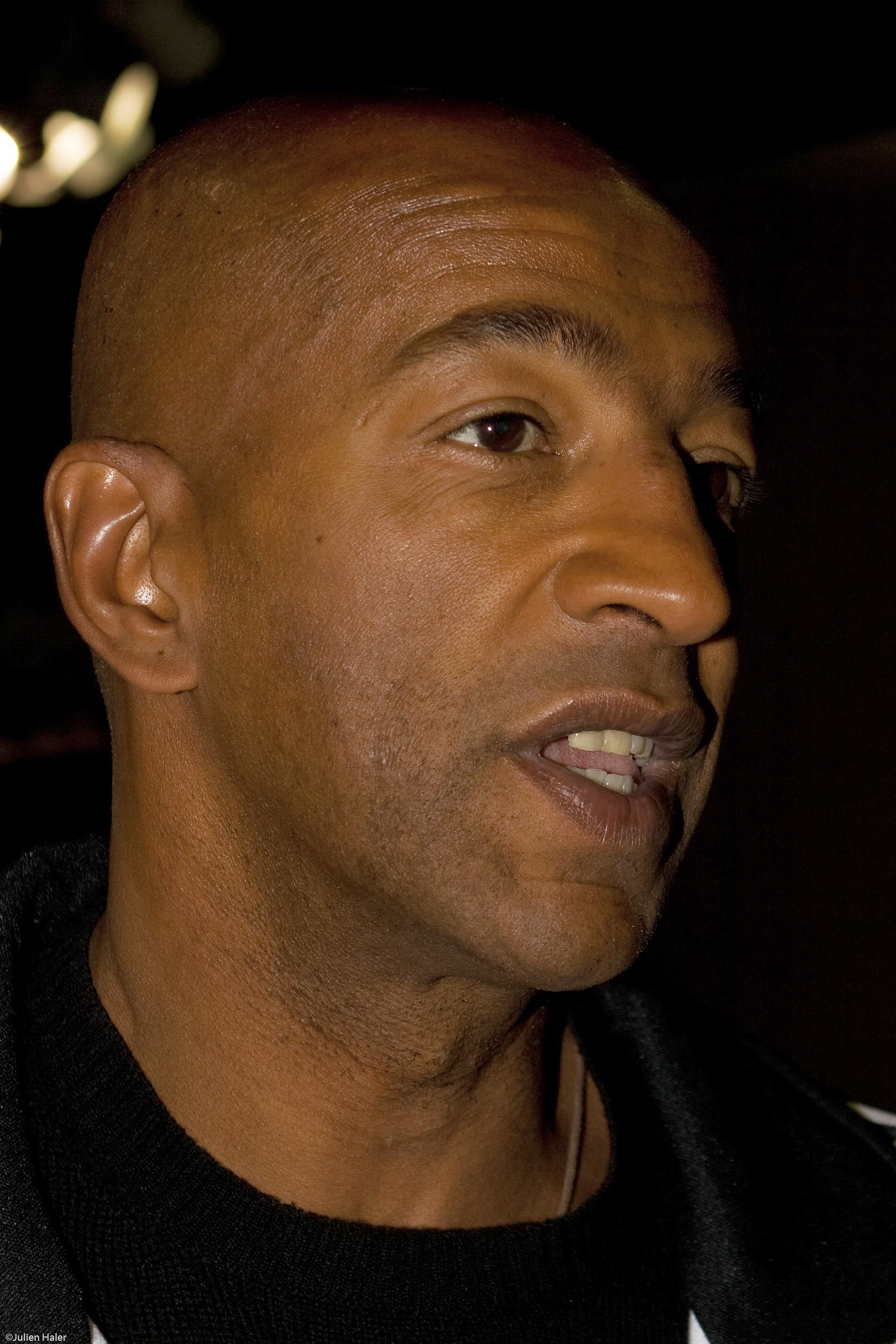
José Touré

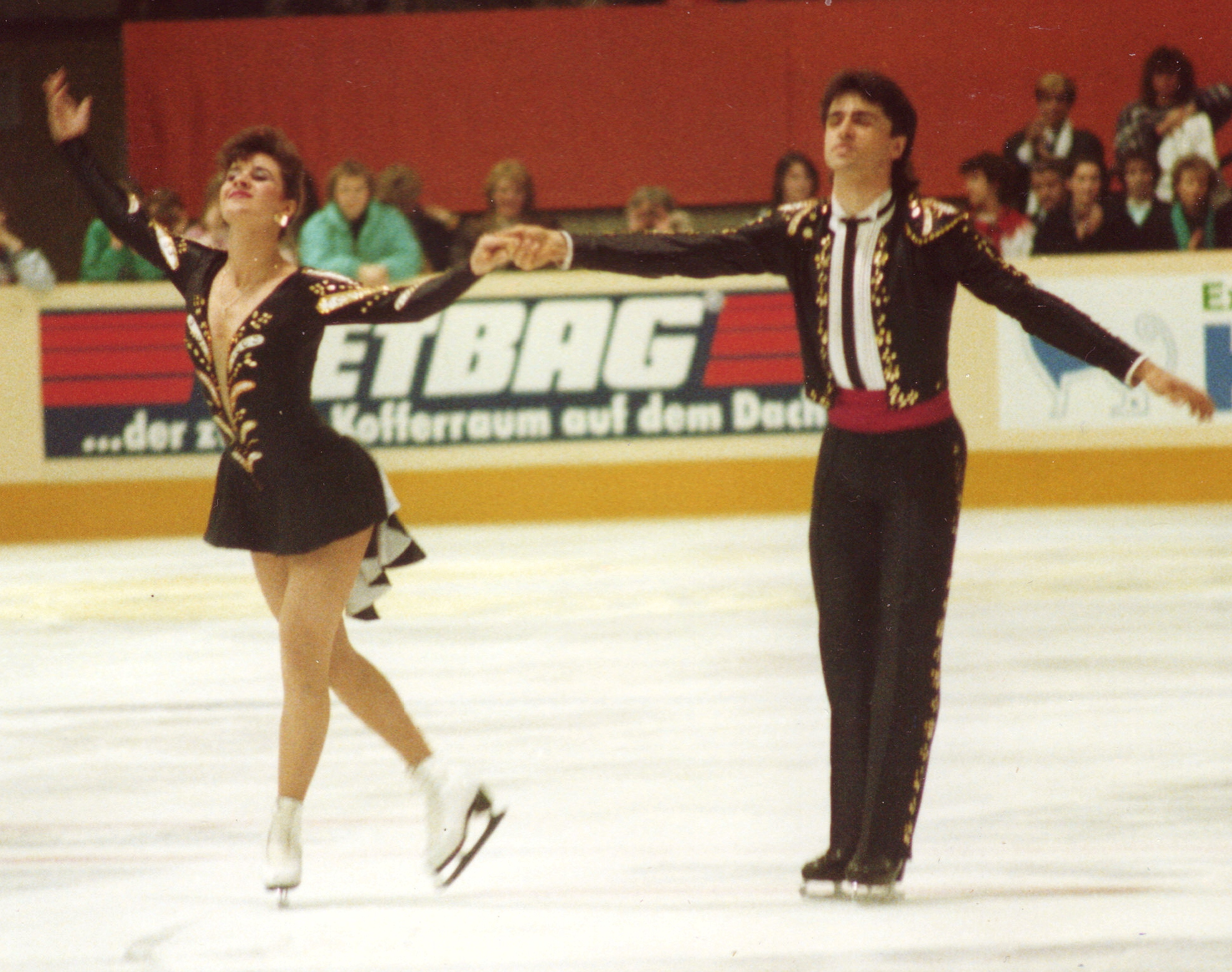
Isabelle et Paul Duchesnay

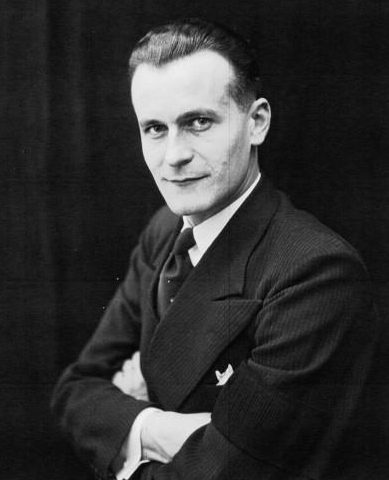
François Valentin en 1936

- à Nancy : Frédéric Thouron, dit Lefred-Thouron, dessinateur français.
- 16 janvier à Charmes : Guy Tisserant, pongiste handisport. Il a notamment été quatre fois champion paralympique et a été no 1 mondial de 1992 à 1998. Il dirige depuis 2004 une société de conseil spécialisée dans l'emploi des personnes handicapées, la promotion de la diversité et l'égalité des chances en milieu professionnel.
- 24 janvier à Thionville : Joël Leick[9], est artiste peintre, photographe, poète, éditeur de livres d'artiste (Books & things). Il côtoie nombre d'écrivains et de poètes contemporains d'horizons divers. Il anime un atelier d’approche au livre d'artiste à Paris Atelier.
- 26 janvier à Metz : Thierry Antinori, manager français du secteur de l'aviation civile internationale. Directeur commercial de la Lufthansa de 2000 à 2011, il est Vice-président de la compagnie Emirates de Dubaï[10].
- 2 février à Nancy : Antoine Gindt, metteur en scène et producteur français[11]
- 25 février à Metz : François Grosdidier est un homme politique français.
- 26 février à Saint-Avold : Marc Burg, haut fonctionnaire français.
- 10 mars :
  - à Behren-lès-Forbach : Stéphane d'Angelo, footballeur français. Il évolue au poste de gardien de but du début des années 1980 au milieu des années 1990.
  - à Golbey : Patrick Weiss, footballeur français, évoluant au poste d'attaquant central. Il joue au SAS Épinal et à l'ASOA Valence du début des années 1980 au milieu des années 1990.
  - à Nancy : Chick Ortega, acteur français.
- 5 avril :
  - à Mont-Saint-Martin : Alain Colombo, footballeur français.
  - à Nancy : Manuel Wandji, dit  Wambo, percussionniste, chanteur, danseur, auteur, compositeur et producteur camerounais, né le 5 avril 1961 à Nancy (France) d’un père camerounais et d’une mère française[12],[13],[14],[15],[16].
- 17 avril : Jean-François Husson, un homme politique français.
- 24 avril à Nancy : José Touré, footballeur français.
- 30 avril à Dombasle-sur-Meurthe : Alain Sars, arbitre français de football.
- 5 mai à Longuyon : Éric Poitevin, photographe et plasticien français.
- 6 mai à Nancy : Marc Barbé, acteur et réalisateur français.
- 25 juin à Sarreguemines : Fabrice Hergott, conservateur de musée et historien de l'art français. Après avoir été conservateur du Musée national d'Art moderne au centre Georges-Pompidou depuis 1985, il prend la direction des musées de la ville de Strasbourg en 2000, puis il est nommé directeur du musée d'Art moderne de Paris, poste qu'il occupe depuis juillet 2006.
- 26 juillet à Metz : Thierry Antinori, manager français du secteur de l'aviation civile internationale. Directeur commercial de la Lufthansa de 2000 à 2011, il est Vice-président de la compagnie Emirates de Dubaï[17].
- 28 juillet à Toul : René Jacquot est un boxeur français, champion du monde des super-welters WBC en 1989.
- 30 juillet à Metz :  Paul Duchesnay , patineur artistique français et canadien. Il a patiné en danse sur glace avec sa sœur Isabelle Duchesnay, d'abord pour le Canada (jusqu'en 1985) puis pour la France. Avec sa sœur, ils ont été champions du monde en 1991 à Munich et vice-champions olympiques aux jeux d'Albertville en 1992.
- 4 août à Fraize : Jean-Marie Gehin, athlète français, adepte de la course d'ultrafond et champion de France des 100 km en 2000 et champion du monde des 100 km par équipes en 2001.
- 19 août à Épinal : Claudine Thomas[18], femme politique française, sénatrice de Seine-et-Marne.
- 20 août à Thionville : Patrick Mario Bernard, réalisateur français .
- 22 septembre à Metz : Benoît Boulanger, physicien français, il est conjointement professeur à l’Université Grenoble-Alpes (anciennement Université Joseph Fourier) et  chercheur CNRS à l’Institut Néel où il dirige les travaux en matière d’optique non linéaire paramétrique. Benoît Boulanger a soutenu sa thèse[19] en 1989 à l'Université de Nancy, sous la direction de Jean Protas.
- 28 septembre :
  - à Metz : Nadine Soubrouillard, illustratrice de livres pour enfants[20] et poétesse française.
  - à Sarralbe : Didier Philippe, footballeur français, évoluant au poste d'attaquant de 1980 à 1994 et reconverti en entraîneur.
- 8 octobre à Metz : Serge Krancenblum, homme d’affaires français évoluant dans le secteur de la finance.
- 3 novembre  à Nancy : Jean-Michel Philippe Aimé Maire[21],[22], journaliste français, de presse et de télévision. Il est chroniqueur de l'émission Touche pas à mon poste ! présentée par Cyril Hanouna sur C8.
- 14 novembre à Neufchâteau  : Christophe Bex, homme politique français.
- 8 décembre à Phalsbourg : Philippe François, théologien et pasteur luthéro-réformé français, spécialiste de la poésie de langue française en lien avec le protestantisme, auteur de films documentaires et concepteur d'expositions d'art contemporain sur la Réforme protestante.
- 23 décembre à Metz : Jean-Philippe Rohr, footballeur international français évoluant au poste de milieu de terrain de la fin des années 1970 au début des années 1990.

## Décès
- 18 août à Nancy : Étienne André Charles Marie Joseph Delcambre est un archiviste français né le 3 février 1897 à Séclin.
- 22 août à Nancy : Raymond Pinchard, né le 16 juillet 1889 à Saint-Dizier, ingénieur, militaire, industriel et homme politique français.
- 1 septembre au Val-d'Ajol : Edmond Berthélémy, né à Metz le 24 janvier 1866, militaire français qui participa à la Première Guerre mondiale et obtient le grade de général de division.
- 24 septembre à Chambley-Bussières : François Charles Joseph Valentin, né le 8 août 1909 à Nancy , homme politique français. Pendant la Seconde Guerre mondiale, il dirigea la Légion française des combattants de 1941 à 1942 avant de rejoindre la Résistance. Il fut député de la IIIe République, sénateur de la IVe République et enfin député de la Ve République.
- 8 novembre à Nancy : Joseph Mougin, né le 8 juin 1876 à Nancy[23], céramiste français[24]. Avec son frère Pierre Mougin (1880-1955), il forme un tandem de céramistes et sculpteurs, connu sous le nom de « frères Mougin ». Ils ont exercé tous deux leur talent à l'époque de l'Art nouveau et à l'époque Art déco.